# Mikołaj Korzistka
Mikołaj Korzistka – polski kompozytor, pieśniarz i tłumacz.

## Życiorys
Z wykształcenia anglista, od końca lat osiemdziesiątych przebywa w Chicago, gdzie pracuje jako tłumacz. W 1984 roku, jako członek zespołu Bus-Stop, otrzymał nagrodę na FAMIE. W roku 1985 w duecie z Bogdanem Frymorgenem zdobył 3 miejsce na Studenckim Festiwalu Piosenki w Krakowie oraz wyróżnienie w koncercie Debiuty na festiwalu w Opolu. W 1986 otrzymał wyróżnienie na Studenckim Festiwalu Piosenki w Krakowie. W 1987 uczestniczył w nagraniu płyty polskich wykonawców muzyki country „Corrina, Corrina”. Po wyjeździe do USA występował w polskich klubach w Chicago. W 2000 roku założył z zespół 5000, z którym nagrał 3 utwory na płytę-składankę "Grammy". Nagrał płytę „Z Krakowa do wczoraj”, która ukazała się w roku 2015.